# 灵丘县
灵丘县在中国山西省东北部、唐河上游，是大同市所辖的一个县。縣人民政府駐武靈鎮古城街15號。

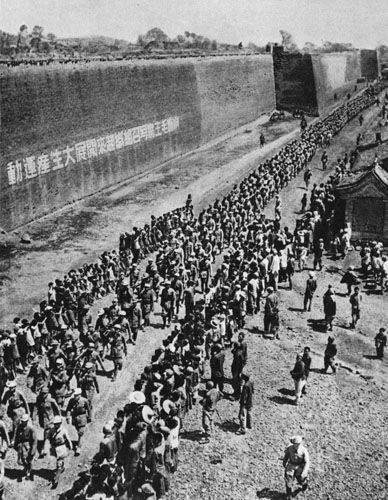
1945年3月，在晋察冀军区第六团（共產黨軍）和灵邱民兵的进攻下，灵邱县城光复

总面积为2732平方公里，灵丘县的名字来源于战国时提出胡服骑射的赵武灵王的墓被安放在这里。丘在文言文中有坟墓的意思。

## 行政区划
灵丘县下辖3个镇、8个乡：
武灵镇、东河南镇、上寨镇、落水河乡、赵北乡、石家田乡、柳科乡、白崖台乡、红石塄乡、下关乡和独峪乡。

## 人口
根據第七次人口普查數據，截至2020年11月1日零時，靈丘縣常住人口為212771人。

## 交通
- 336国道过境。